# Traité Mallarino-Bidlack

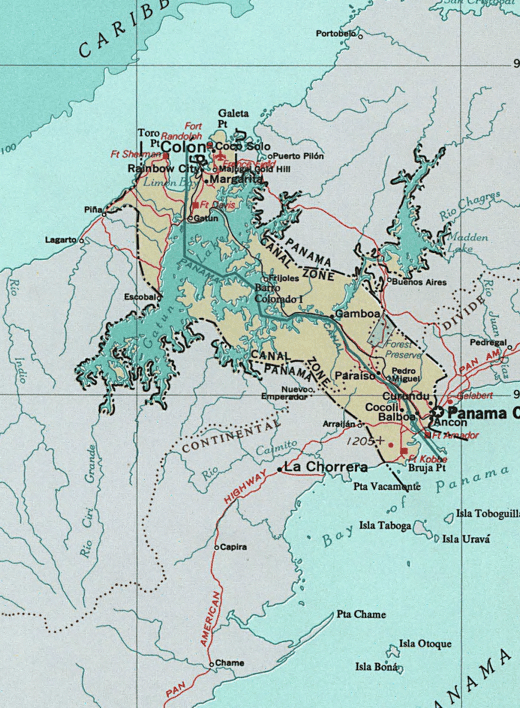
Carte du Canal de Panama.

Le traité Mallarino-Bidlack (également connu aux USA sous le nom de  traité Bidlack ou traité de Nouvelle-Grenade) est un traité signé entre la République de Nouvelle-Grenade (aujourd'hui la Colombie et le Panama) et les États-Unis le 12 décembre 1846. Il a été négocié par le Chargé d'Affaires en Nouvelle-Grenade Benjamin Alden Bidlack (en) ministre des Affaires étrangères néogrenadin Manuel María Mallarino.

## Description
Officiellement, il est intitulé Tratado de Paz, Amistad, Navegación y Comercio (Traité de Paix, d'Amitié, de Commerce et de Navigation) se veut représenter un accord de coopération mutuelle. Il garantit aux USA un droit de passage à travers l'Isthme de Panama ainsi que des pouvoirs militaires pour faire face à tout conflit social ou velléité d'indépendance dirigée contre la Nouvelle-Grenade. 
Sous la juridiction de ce traité, les États-Unis sont intervenus de nombreuses fois dans l'isthme, généralement contre des guérillas civils de paysans, ou des soulèvements indépendantistes libéraux. Après le début de la ruée vers l'or en Californie de 1848, Les USA ont passé sept ans à construire le chemin de fer du Panama. La conséquence majeure de ce traité a été de donner aux États-Unis une ouverture légale pour influencer politiquement et économiquement l'isthme de Panama. 
Toutefois, en 1903, le refus du Congrès de la République de Colombie de ratifier le traité Herrán-Hay signe l'échec des tractations en vue d'obtenir de la Colombie une bande de terre pour construire le futur canal de Panama. Aussi, les USA changent de politique et dès lors soutiennent les projets indépendantistes panaméens, lesquels aboutissent à la sécession du République du Panama le 3 novembre 1903.
Le 18 novembre, le président américain Theodore Roosevelt signe avec le nouveau gouvernement panaméen le traité Hay-Bunau-Varilla pour la construction du canal qui est concédé aux États-Unis jusqu'en 1999.